# Gambuk-dong
Gambuk-dong (koreanska: 감북동) är en stadsdel i staden Hanam i provinsen Gyeonggi i den norra delen av
Sydkorea, 18 km öster om huvudstaden Seoul.